# Uwe Anweiler
Uwe Anweiler (* 9. Januar 1961) ist ein ehemaliger deutscher Fußballspieler.

## Karriere
Uwe Anweiler begann seine Karriere in Nordbaden beim VfB Leimen. Über die Vereine SV Sandhausen und FV Nußloch kam er 1982 zur SG Kirchheim. Mit dem Heidelberger Stadtteilklub, der sich 1986 in SG Heidelberg-Kirchheim umbenannte, stieg Anweiler 1984 in die Oberliga Baden-Württemberg auf, wo sich die Mannschaft etablieren konnte. 1986 verließ Anweiler die SGK nach 60 Oberliga-Einsätzen und schloss sich dem Ligakonkurrenten SV Sandhausen an.
Nach einer Saison wechselte er in die 2. Bundesliga zur SpVgg Bayreuth. Dort gab er am ersten Spieltag sein Zweitliga-Debüt und kam fortan zu regelmäßigen Einsätzen. 1988 und 1989 wäre die Mannschaft sportlich in die Oberliga abgestiegen, verblieb aber durch Lizenzentzüge anderer Vereine (Rot-Weiß Oberhausen, Kickers Offenbach) jeweils in der Liga. 1990 folgte allerdings der Abstieg.
Anweiler kehrte daraufhin zurück zum SV Sandhausen in die Oberliga Baden-Württemberg, wo er eine Saison aktiv war, ehe er zu seinem Heimatverein VfB Leimen wechselte, der ebenfalls in der Oberliga antrat, 1992 aber aus der Liga abstieg.
Der gelernte Immobilienmakler trainierte nach seiner aktiven Zeit etliche unterklassigen Mannschaften im Fußballkreis Heidelberg. In der Saison 2013/2014 arbeitete er beim Bundesligaklub Eintracht Frankfurt als Scout. Anweiler analysierte für Cheftrainer Armin Veh, den er aus seiner Zeit bei der SpVgg Bayreuth kannte, künftige Gegner der Eintracht. Nach Vehs Weggang aus Frankfurt wurde sein Vertrag nicht verlängert.

### Statistik
| Liga                       | Spiele (Tore) |
| -------------------------- | ------------- |
| 2. Bundesliga              | 076 (0)       |
| Oberliga Baden-Württemberg | 131 (7)       |